# Oleg Rjaskov
Oleg Rjaskov (russisk: Олег Станиславович Рясков) (født 31. maj 1961 i Moskva i Sovjetunionen) er en russisk filminstruktør og manuskriptforfatter.

## Filmografi
- Sluga gosudarev (Слуга государев, 2007)[1][2]